# Liolaemus telsen
Liolaemus telsen är en ödleart som beskrevs av  José Miguel Cei 1999. Liolaemus telsen ingår i släktet Liolaemus och familjen Tropiduridae. Inga underarter finns listade i Catalogue of Life.